# Magdalena Tequisistlán
Magdalena Tequisistlán è un comune del Messico, situato nello stato di Oaxaca.